# Abdollah Movahed

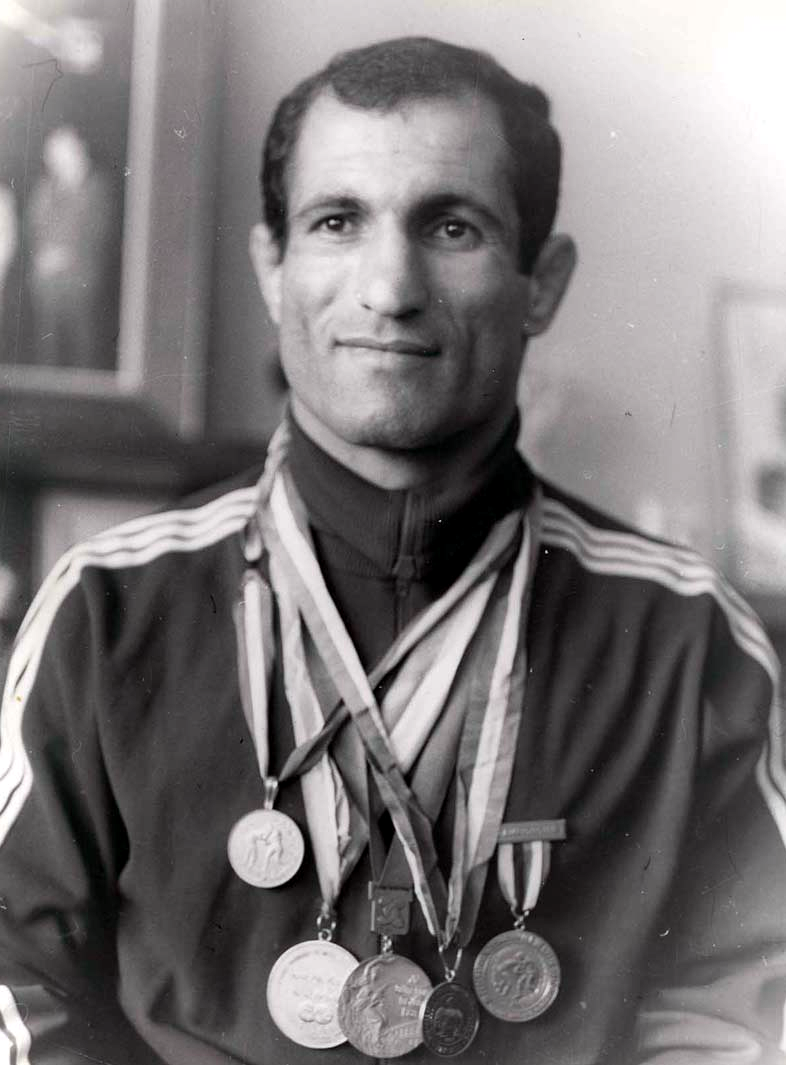
Abdollah Movahed

Abdollah Movahed (persisch عبدالله موحد, * 10. März 1940 in Babolsar, Māzandarān) ist ein ehemaliger iranischer Ringer im freien Stil. Er war Teilnehmer an den Olympischen Sommerspielen 1964 in Tokio und 1968 in Mexiko-Stadt.

## Werdegang
Abdollah Movahed stammt aus der iranischen Provinz Māzandarān. Zum Ringen kam er in der Schule und erwies sich als äußerst talentiert für den Freistil. Er war vor allem technisch absolute Spitzenklasse. Als es ihm gelang, auch körperlich stärker zu werden, war er nahezu unschlagbar. Bei der Weltmeisterschaft 1963 und den Olympischen Spielen 1964 konnte er zwar noch nicht gewinnen, aber von 1965 bis 1970 war er bei fünf Weltmeisterschaften hintereinander und den Olympischen Spielen 1968 erfolgreich. Zudem gewann er bei den Asienspielen 1966 in der Gewichtsklasse bis 70 kg sowie 1970 in der Gewichtsklasse bis 68 kg den Titel.
Klaus Rost, deutscher Silbermedaillengewinner von 1964, unterlag ihm bei den Weltmeisterschaften 1963, 1969 und 1971 und den Olympischen Spielen 1968. Auch Enju Waltschew Dimow aus Bulgarien konnte nie gegen Movahed gewinnen. Von 1965 bis 1970 blieb Movahed bei allen Wettbewerben, bei denen er startete Sieger und ohne Niederlage.
Nach Beendigung seiner Laufbahn lebte er zeitweise in den USA. Für seine Verdienste um den Ringersport wurde er 2004 in die FILA International Wrestling Hall of Fame aufgenommen.

## Internationale Meisterschaften
(OS = Olympische Spiele, WM = Weltmeisterschaft, F = Freistil, Le = Leichtgewicht)
- 1963, 6. Platz, WM in Sofia, F, Le, mit Siegen über Adolf Franke, DDR, Klaus Rost, Bundesrepublik Deutschland, einem Unentschieden gegen Enjo Waltschew, Bulgarien und einer Niederlage gegen Mahmut Atalay, Türkei;
- 1964, 5. Platz, OS in Tokio, F, Le, mit Siegen über Sidney Marsh, Australien, Kenneth Stephensen, Großbritannien, Chung Dong-goo, Nordkorea und Unentschieden gegen Enjo Waltschew und Iwao Horiuchi, Japan;
- 1965, 1. Platz, WM in Manchester, F, Le, mit Siegen über Petre Poalelungi, Rumänien, James Burke, USA, D. Gleeson, Irland, Atalay und Enjo Waltschew;
- 1966, 1. Platz, WM in Toledo, F, Le, mit Siegen über C. Vandenberg, Südafrika, A. Zuwaski, Argentinien, Horiuchi, Seyit Ahmet Ağralı, Türkei und Tong Ku-jung, Nordkorea;
- 1967, 1. Platz, WM in Neu-Delhi, F, Le, mit Siegen über Werner Holzer, USA, Ilie Ciorcilă, Rumänien, Dandsandardschaagiin Sereeter, Mongolei, Udey Chand, Indien und Enjo Waltschew und einem Unentschieden gegen Sarbeg Beriaschwili, UdSSR;
- 1968, Goldmedaille, OS in Mexiko-Stadt, F, Le, mit Siegen über Klaus Rost, Udey Chand, Carlos Vario, Argentinien, Gordon Garvie, Kanada, Guy Marchand, Frankreich, Dandsandardschaagiin Sereeter und Enjo Waltschew;
- 1969, 1. Platz, WM in Mar del Plata, F, Le, mit Siegen über Klaus Rost, Leoncie Aguleira, Ecuador, Carlos Vario, Nodar Hohashvili, UdSSR, Enjo Waltschew und einem Unentschieden gegen Bobby Douglas, USA;
- 1970, 1. Platz, WM in Edmonton, F, Le, mit Siegen über Petrus Fourie, Südafrika, Tsedendambyn Natsagdordsch, Mongolei, Tomio Hayashi, Japan, Nasrulla Nasrulajew, UdSSR, Ismail Juszeinow, Bulgarien und einem Unentschieden gegen Douglas;
- 1971, 4. Platz, WM in Sofia, F, Le, mit Siegen über Klaus Rost, André Chardonnes, Schweiz, Ramos, Cuba, einem Unentschieden gegen Juszeinow und einer Niederlage gegen Kikuo Wada, Japan;
- 1972, unplatziert, OS in München, F, Le, Aufgabe nach der 1. Runde, nach einem Sieg über Segundo Olmedo, Panama

## Nationale Erfolge
Abdollah Movahed war achtfacher Landesmeister.